# Герб Германии
Федеральный герб (нем. das Bundeswappen) Федеративной Республики Германия представляет собой золотой щит с чёрным, обращённым влево (геральдически — вправо) орлом, с распростёртыми крыльями и опущенным оперением, с червлёными клювом, языком, лапами и когтями.
Установление о федеральном гербе и федеральном орле ФРГ было принято 20 января 1950 года, но оно содержит лишь описание. Сам же рисунок герба был принят 4 июля 1952 года и полностью повторяет рисунок герба Германии образца 1928 года.
Орёл может изображаться без щита, тогда он называется федеральным орлом (нем. der Bundesadler) и имеет несколько другие очертания.
Также существует особый дизайн герба, именуемый «федеральный щит» (нем. Bundesschild), где орёл имеет несколько другие очертания. Этот вариант герба предусмотрен для использования исключительно федеральными органами власти (в том числе на флагах), использование его в иных целях запрещено.

«Федеральный щит» — вариант герба для использования исключительно федеральными органами власти

## Версии герба
| Варианты, используемые учреждениями | Варианты, используемые учреждениями | Варианты, используемые учреждениями | Варианты, используемые учреждениями | Варианты, используемые учреждениями |
| ----------------------------------- | ----------------------------------- | ----------------------------------- | ----------------------------------- | ----------------------------------- |
|                                     |                                     |                                     |                                     |                                     |
| Бундестаг                           | Бундесрат                           | Президент Германии                  | Федеральное правительство Германии  | Конституционный суд Германии        |

## История герба

Attributed Coat and Shield of Arms of Henry VI, Holy Roman Emperor (Codex Manesse).svg

На гербе Федеративной Республики Германия изображён орёл. Эта птица прославлялась людьми с древнейших времён, будучи символом мужества, жизненной силы и солнца.
Манесский кодекс приводит золотой щит с чёрным орлом с красным клювом и лапами как герб Генриха IV, императора Священной Римской империи (этот же щит до настоящего времени является гербом Ахена, бывшей столицы империи). С XV века символом императора Священной Римской империи становится двуглавый орёл с единой короной над двумя головами. Позже, в XIX веке, двуглавый орёл становится символом власти (гербом) Австро-Венгрии, а во времена общегерманского парламента (1848 год) (нем. Paulskirchenparlament) — гербом германского рейха. В гербах многочисленных королевств, герцогств и графств, кроме орла, использовались другие символы: ключи, крепости, медведи, львы, короны и многое другое. Орёл как государственный символ продолжает свою историю и во времена объединённого германского рейха (1871—1918 гг.), и во времена Веймарской республики (1918—1933 гг.). Нацисты также использовали изображение орла со свастикой в дубовом венце в когтях как государственный символ своей власти.
Орёл на гербе кайзеровской Германии имел корону. В республиканские времена корона как символ монархии была убрана с германского герба. Послевоенная Германия переняла изображение орла как государственный символ у Веймарской республики.
Эскиз нынешнего герба был выполнен художником Тобиасом Швабом ещё в 1926 году. Нынешний германский орёл имеет более короткий хвост и не так детально прорисованы перья. Да и само изображение стало более условным, чем во времена Веймарской республики. Как герб страны орёл был введён Федеральным президентом Германии Теодором Хойсом 20 января 1950 года. Текст описания герба был практически без изменений перенят из описания герба Веймарской республики, лишь слово «рейх» было заменено на слово «бунд».
Для изображения орла на государственных печатях, флагах, монетах и почтовых марках были также использованы эскизы времён Веймарской республики.

#### Герб Германского союза (1816—1866)

#### Герб Северогерманского союза (1866—1871)

#### ГербыГерманской империи(1871—1918)
|                                           |                                          |                                         |
| Герб Императора (нем. Wappen des Kaisers) | Государственный герб (нем. Reichswappen) | Государственный орёл (нем. Reichsadler) |

#### ГербВеймарской республики1919—1935

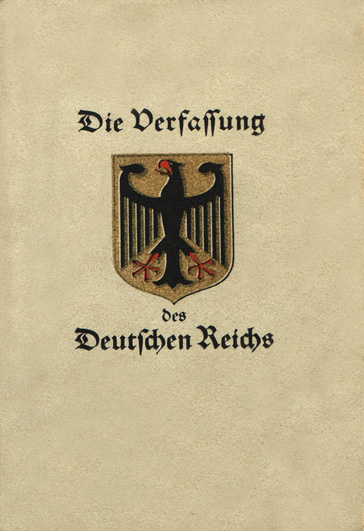
Конституция 11 августа 1919 года (Веймарская конституция) с изображением государственного) герба образца 1928 года

Распоряжение относительно государственного герба и государственного) орла от 11 ноября 1919 года:

##### Государственный герб
|  | В соответствии с решением правительства Рейха, настоящим подтверждаю, что государственный герб представляет собой в золотом поле одноглавого чёрного орла, смотрящего вправо, с расправленными крыльями, но со сложенными перьями, клюв, язык и лапы — красного цвета. |

##### Государственный орёл
|  | Если орёл изображается без обрамления [щита], то он имеет те же форму и цвета, как в государственном гербе, но с кончиками перьев наружу. |

Министерству внутренних дел Рейха поручалось разработать и представить на утверждение варианты государственных герба и орла для каждого отдельно взятого случая.

#### Орёлнацистской Германии1935—1945
|  | После назначения в 1933 году рейхсканцлером Адольфа Гитлера герб образца 1919 года продолжал использоваться до 1935 года, когда 5 ноября Положением о высшем знаке государства было установлено: Для выражения единства партии и государства в их знаке, постановляю: Статья 1. Государство использует в качестве символа своего суверенитета знак Национал-социалистической немецкой рабочей партии. Статья 2. Высший знак вооружённых сил не затрагивается. Статья 3. Объявление о государственном гербе и государственном орле от 11 ноября 1919 года отменяется. 7 марта 1936 года Правилами об использовании высшего знака государства было установлено: Высшим знаком государства является свастика, окружённая дубовым венком, на дубовом венке орёл с распростёртыми крыльями. Голова орла повернута направо. |

Различные версии орла со свастикой - как ведомственные (вермахт, СС, люфтваффе, министерство оккупированных территорий и т.п.), так и изображавшиеся на банкнотах и монетах - формально были не государственным гербом, а государственным символом (т.е. их использование было зарезервировано для определённых ситуаций).

#### Денацифицированная версия

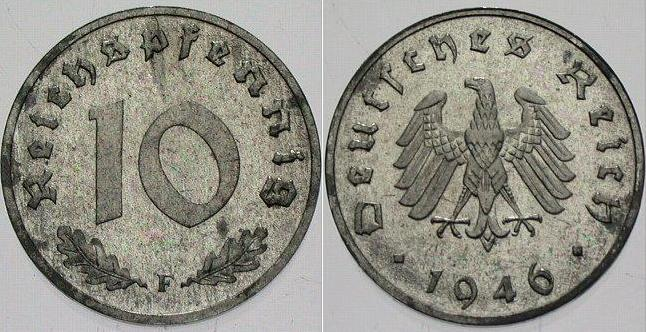
Денацифицированный орёл на монете в 10 рейхспфеннигов послевоенной чеканки.

С 1945 г. Германия находилась под оккупационным управлением и формально не имела собственной символики. Однако на разменных монетах в 1, 5 и 10 рейхспфеннигов, отчеканенных в 1945—1948 гг., была изображена денацифицированная версия германского орла, аналогичная орлу, изображавшемуся на монетах того же номинала до 1945 года, однако без венка со свастикой в когтях (вместо него был виден хвост орла).

### Герб Федеративной Республики Германия
Распоряжение относительно Федерального герба и Федерального орла от 20 января 1950 года
В соответствии с решением Федерального Правительства, настоящим подтверждаю, что федеральный герб представляет собой в золотом поле одноглавого чёрного орла, смотрящего вправо, с расправленными крыльями, но со сложенными перьями, клюв, язык и лапы — червлёные.
Если орёл изображается вне поля, то он имеет те же форму и цвета, как и на Федеральном гербе, но с расправленными перьями.

Федеральному Министерству внутренних дел поручалось разработать и представить на утверждение варианты Федеральных герба и орла для каждого отдельно взятого случая.

#### Федеральный герб
|  | Эталон Федерального герба, полностью повторяющего очертания Имперского герба образца 1928 года (художник — Карл-Тобиас Шваб (нем. Karl-Tobias Schwab)), был утверждён 4 июля 1952 года, и с тех пор дизайн его больше не менялся. |

#### Федеральный орёл
|  | Чёрно-белая версия Федерального орла |

### Герб Германской Демократической Республики
|  | Эмблема Германской Демократической Республики 1950—1953 Герб состоял из молота и венка, потому что, по самопониманию, ГДР была рабоче-крестьянским государством, в котором рабочие и крестьяне правили в союзе с интеллигенцией и другими слоями. |
|  | Эмблема Германской Демократической Республики 1953—1955 В герб были добавлены циркуль, олицетворяющий трудовую интеллигенцию, более совершенный венок из колосьев, нижняя часть которого была обвита чёрно-красно-золотой лентой, цвета которой олицетворяли государственный флаг ГДР того времени, полностью идентичный флагу ФРГ. |
|  | Герб (эмблема) Германской Демократической Республики 1955—1990 Закон о Государственном гербе и Государственном флаге Германской Демократической Республики от 26 сентября 1955 года § 1 Государственный герб Германской Демократической Республики состоит из молота и циркуля, окружённых венком из колосьев, в нижней части обвитым чёрно-красно-золотой лентой. Герб изменился незначительно. Циркуль поменял расположение транспортира, а внутренний фон герба стал красного цвета. С 1959 года новый герб ГДР был добавлен на государственный флаг в центр полотнища. |